# Cupa României la handbal feminin 2013-2014
Cupa României la handbal feminin 2013-2014 a fost a 29-a ediție a competiției de handbal feminin românesc organizată de Federația Română de Handbal (FRH) cu începere din 1978. Ediția 2013-2014 a Cupei a avut loc între 23 și 27 aprilie 2014, iar meciurile s-au desfășurat în Sala Sporturilor din Târgoviște. HCM Baia Mare a câștigat ediția 2013-2014 a Cupei României după ce a învins pe HCM Roman în finală, cu scorul de 23-21. A fost al doilea trofeu de acest gen obținut de clubul băimărean în istoria sa, după cel din anul anterior.

## Echipe participante
FRH a anunțat inițial că la ediția 2013-2014 a Cupei României vor participa toate cele 12 echipe din Liga Națională 2013-2014, plus alte patru echipe invitate.
Conform anunțului făcut de FRH, echipele participante la Cupa României ar fi trebuit să fie:
| Echipe din Liga Națională: - HCM Baia Mare - ASC Corona 2010 Brașov - HC Dunărea Brăila - CSM București - Universitatea Jolidon Cluj - CSU Neptun Constanța - SCM Craiova - CSM Cetate Devatrans Deva | - CSM Ploiești - HCM Râmnicu Vâlcea - HCM Roman - HC Zalău Echipe invitate: - CSM Bistrița - ACS 181 ȘSP București - HC Vlady Oradea - SC Mureșul Târgu Mureș |

Ulterior, HC Vlady Oradea s-a retras din motive financiare, iar FRH a publicat un anunț de înscriere pentru echipele interesate să ia locul formației orădene. La scurtă vreme după acest anunț, formațiile ACS 181 ȘSP București și CSM Bistrița și-au anunțat și ele retragerea din competiție. Pe baza anunțului de înscriere publicat de FRH, echipa CSU Știința București și-a manifestat interesul de a participa la turneu, așa că, în final, FRH a decis că turneul se va desfășura cu 14 echipe.

## Distribuție
Echipele au jucat direct optimi de finală. Deoarece numărul de 14 formații era insuficient pentru această fază a competiției, s-a decis ca în optimi să se joace doar șase meciuri, iar două echipe, stabilite prin tragere la sorți, să fie calificate direct în sferturile de finală, unde, împreună cu cele șase echipe învingătoare în optimi, să asigure astfel numărul necesar de opt echipe. Cele două formații calificate direct în sferturi au fost HC Zalău și SCM Craiova.

## Date
Meciurile ediției 2013-2014 ale Cupei României s-au desfășurat între 23-27 aprilie 2014, astfel: optimile de finală pe 23 aprilie, sferturile de finală pe 24 aprilie, semifinalele 26 aprilie, iar finala și meciurile pentru locurile 3-4 pe  27 aprilie.

## Partide
Tabelul de mai jos are scop pur informativ. Punctele și golaverajul nu au influențat desfășurarea competiției, în care meciurile s-au jucat în sistem eliminatoriu.
| Echipa                 | M | V | E | Î | GM  | GP  | G   | Pct |
| ---------------------- | - | - | - | - | --- | --- | --- | --- |
| HCM Baia Mare          | 4 | 4 | 0 | 0 | 119 | 90  | +29 | 8   |
| HCM Roman              | 4 | 3 | 0 | 1 | 102 | 79  | +23 | 6   |
| ASC Corona Brașov      | 4 | 3 | 0 | 1 | 115 | 109 | +6  | 6   |
| „U” Jolidon Cluj       | 2 | 1 | 0 | 1 | 56  | 48  | +8  | 2   |
| CSM Ploiești           | 2 | 1 | 0 | 1 | 65  | 64  | +1  | 2   |
| SCM Craiova            | 3 | 1 | 0 | 2 | 69  | 81  | −12 | 2   |
| CSU Știința București  | 2 | 1 | 0 | 1 | 40  | 53  | −13 | 2   |
| CSM Cetate Deva        | 1 | 0 | 0 | 1 | 22  | 23  | −1  | 0   |
| SC Mureșul Târgu Mureș | 1 | 0 | 0 | 1 | 34  | 37  | −3  | 0   |
| CSM București          | 1 | 0 | 0 | 1 | 25  | 30  | −5  | 0   |
| HCM Râmnicu Vâlcea     | 1 | 0 | 0 | 1 | 27  | 33  | −6  | 0   |
| HC Dunărea Brăila      | 1 | 0 | 0 | 1 | 19  | 26  | −7  | 0   |
| CSU Neptun Constanța   | 1 | 0 | 0 | 1 | 23  | 33  | −10 | 0   |
| HC Zalău               | 1 | 0 | 0 | 1 | 21  | 31  | −10 | 0   |

### Optimile de finală
Tragerea la sorți a meciurilor optimilor de finală a avut loc la sediul DJST Maramureș din Baia Mare, pe 29 martie 2014. HC Zalău și SCM Craiova au fost calificate direct în sferturile de finală.
| 23 aprilie 2014 14:00 | „U” Jolidon Cluj | 33 - 23 | CSU Neptun Constanța | Sala Polivalentă, Târgoviște Arbitri: Muntean, Turdean |
| 23 aprilie 2014 14:00 | Ani-Senocico 11  | (16-14) | Enescu 6             | Sala Polivalentă, Târgoviște Arbitri: Muntean, Turdean |
| 23 aprilie 2014 14:00 |                  |         |                      | Sala Polivalentă, Târgoviște Arbitri: Muntean, Turdean |

| 23 aprilie 2014 16:00 | SC Mureșul Târgu Mureș | 34 - 37 (Prel.) | CSM Ploiești | Sala Clubului Sportiv Școlar, Târgoviște Arbitri: Barbu, Ciurea |
| 23 aprilie 2014 16:00 |                        | (14-17)         | Anghelina 8  | Sala Clubului Sportiv Școlar, Târgoviște Arbitri: Barbu, Ciurea |
| 23 aprilie 2014 16:00 |                        |                 |              | Sala Clubului Sportiv Școlar, Târgoviște Arbitri: Barbu, Ciurea |
| 23 aprilie 2014 16:00 | FT: 30-30 Prel.: 4-7   |                 |              | Sala Clubului Sportiv Școlar, Târgoviște Arbitri: Barbu, Ciurea |

| 23 aprilie 2014 16:00 | CSM București | 25 - 30 | ASC Corona Brașov | Sala Polivalentă, Târgoviște Arbitri: Harabagiu, Stănescu |
| 23 aprilie 2014 16:00 | Manea 6       | (11-12) | Brădeanu 14       | Sala Polivalentă, Târgoviște Arbitri: Harabagiu, Stănescu |
| 23 aprilie 2014 16:00 | 4× 3×         | Cronica | 4×                | Sala Polivalentă, Târgoviște Arbitri: Harabagiu, Stănescu |

| 23 aprilie 2014 18:00 | CSU Știința București | 23 - 22 (Prel.) | CSM Cetate Deva | Sala Clubului Sportiv Școlar, Târgoviște Arbitri: Năstase, Stancu |
| 23 aprilie 2014 18:00 | Stancu 5              | (9-9)           | Cartaș 8        | Sala Clubului Sportiv Școlar, Târgoviște Arbitri: Năstase, Stancu |
| 23 aprilie 2014 18:00 | Cronica               |                 |                 | Sala Clubului Sportiv Școlar, Târgoviște Arbitri: Năstase, Stancu |
| 23 aprilie 2014 18:00 | FT: 19-19 Prel.: 4-3  |                 |                 | Sala Clubului Sportiv Școlar, Târgoviște Arbitri: Năstase, Stancu |

| 23 aprilie 2014 18:00 | HCM Roman  | 26 - 19 | HC Dunărea Brăila | Sala Polivalentă, Târgoviște Arbitri: Blas, Gheorghișor |
| 23 aprilie 2014 18:00 | Băbeanu 11 | (15-9)  | Perianu 5         | Sala Polivalentă, Târgoviște Arbitri: Blas, Gheorghișor |
| 23 aprilie 2014 18:00 |            |         |                   | Sala Polivalentă, Târgoviște Arbitri: Blas, Gheorghișor |

| 23 aprilie 2014 20:00 | HCM Baia Mare   | 33 - 27 | HCM Râmnicu Vâlcea | Sala Polivalentă, Târgoviște Asistență: 300 Arbitri: Dobre, Potîrniche |
| 23 aprilie 2014 20:00 | Ardean-Elisei 8 | (17-10) | Luca 11            | Sala Polivalentă, Târgoviște Asistență: 300 Arbitri: Dobre, Potîrniche |
| 23 aprilie 2014 20:00 | 3×              | Cronica | 3×                 | Sala Polivalentă, Târgoviște Asistență: 300 Arbitri: Dobre, Potîrniche |

### Sferturile de finală
HC Zalău și SCM Craiova au fost calificate direct în sferturile de finală.
| 24 aprilie 2014 13:00 | HC Zalău                 | 21 - 31 | HCM Baia Mare     | Sala Polivalentă, Târgoviște Asistență: 300 Arbitri: Moldoveanu, Georgescu |
| 24 aprilie 2014 13:00 | Constantinescu, Pintea 5 | (12-14) | Buceschi, Marin 6 | Sala Polivalentă, Târgoviște Asistență: 300 Arbitri: Moldoveanu, Georgescu |
| 24 aprilie 2014 13:00 | 6×                       | Cronica | 3×                | Sala Polivalentă, Târgoviște Asistență: 300 Arbitri: Moldoveanu, Georgescu |

| 24 aprilie 2014 15:00 | CSM Ploiești | 28 - 30 | ASC Corona Brașov | Sala Polivalentă, Târgoviște Arbitri: Pârvu, Stamatoiu |
| 24 aprilie 2014 15:00 | Anghelina 8  | (16-15) | Brădeanu 11       | Sala Polivalentă, Târgoviște Arbitri: Pârvu, Stamatoiu |
| 24 aprilie 2014 15:00 | 2×           |         | 2×                | Sala Polivalentă, Târgoviște Arbitri: Pârvu, Stamatoiu |

| 24 aprilie 2014 17:00 | HCM Roman | 31 - 17 | CSU Știința București | Sala Polivalentă, Târgoviște Arbitri: Muntean, Turdean |
| 24 aprilie 2014 17:00 | Iuganu 7  | (12-8)  | Leahu 8               | Sala Polivalentă, Târgoviște Arbitri: Muntean, Turdean |
| 24 aprilie 2014 17:00 | 4×        | Cronica | 7×                    | Sala Polivalentă, Târgoviște Arbitri: Muntean, Turdean |

| 24 aprilie 2014 19:00 | SCM Craiova  | 25 - 23 | „U” Jolidon Cluj | Sala Polivalentă, Târgoviște Asistență: 500 Arbitri: Eremia, Grigorescu |
| 24 aprilie 2014 19:00 | Dincă, Han 6 | (15-13) |                  | Sala Polivalentă, Târgoviște Asistență: 500 Arbitri: Eremia, Grigorescu |
| 24 aprilie 2014 19:00 | 2×           |         | 3×               | Sala Polivalentă, Târgoviște Asistență: 500 Arbitri: Eremia, Grigorescu |

Vineri, 25 aprilie, a fost pauză competițională

### Semifinalele
| 26 aprilie 2014 11:00 | HCM Baia Mare | 32 - 21 | ASC Corona Brașov | Sala Polivalentă, Târgoviște Asistență: 1.300 Arbitri: Belean, Călina |
| 26 aprilie 2014 11:00 | Nechita 10    | (14-10) | Brădeanu 7        | Sala Polivalentă, Târgoviște Asistență: 1.300 Arbitri: Belean, Călina |
| 26 aprilie 2014 11:00 | 2×            | Cronica | 3×                | Sala Polivalentă, Târgoviște Asistență: 1.300 Arbitri: Belean, Călina |

| 26 aprilie 2014 13:00 | HCM Roman | 24 - 20 | SCM Craiova | Sala Polivalentă, Târgoviște Arbitri: Florescu, Stoia |
| 26 aprilie 2014 13:00 | Iuganu 8  | (14-9)  | Tivadar 7   | Sala Polivalentă, Târgoviște Arbitri: Florescu, Stoia |
| 26 aprilie 2014 13:00 | 3× 4×     |         | 7× 3×       | Sala Polivalentă, Târgoviște Arbitri: Florescu, Stoia |

### Meciul pentru locurile 3-4
| 27 aprilie 2014 11:00 | ASC Corona Brașov | 34 - 24 | SCM Craiova | Sala Polivalentă, Târgoviște Arbitri: Blas, Ghiorghișor |
| 27 aprilie 2014 11:00 | Zamfir 7          | (18-10) | Dincă 6     | Sala Polivalentă, Târgoviște Arbitri: Blas, Ghiorghișor |
| 27 aprilie 2014 11:00 | 7× 1×             |         | 2×          | Sala Polivalentă, Târgoviște Arbitri: Blas, Ghiorghișor |

### Finala
| 27 aprilie 2014 13:00 | HCM Baia Mare | 23 - 21 | HCM Roman | Sala Polivalentă, Târgoviște Asistență: 2.000 Arbitri: Din, Dinu |
| 27 aprilie 2014 13:00 | Geiger 6      | (11-8)  | Iuganu 7  | Sala Polivalentă, Târgoviște Asistență: 2.000 Arbitri: Din, Dinu |
| 27 aprilie 2014 13:00 | 10× 3×        | Cronica | 8× 3×     | Sala Polivalentă, Târgoviște Asistență: 2.000 Arbitri: Din, Dinu |

## Schemă
Conform graficului Federației Române de Handbal:
| Optimile de finală 23 aprilie 2014 | Optimile de finală 23 aprilie 2014 | Optimile de finală 23 aprilie 2014 |  |  | Sferturile de finală1) 24 aprilie 2014 | Sferturile de finală1) 24 aprilie 2014 | Sferturile de finală1) 24 aprilie 2014 |  |  | Semifinalele 26 aprilie 2014 | Semifinalele 26 aprilie 2014 | Semifinalele 26 aprilie 2014 |  |              | Finala 27 aprilie 2014 | Finala 27 aprilie 2014 | Finala 27 aprilie 2014 |
|                                    |                                    |                                    |  |  |                                        |                                        |                                        |  |  |                              |                              |                              |  |              |                        |                        |                        |
| J1                                 | HC Zalău                           |                                    |  |  |                                        |                                        |                                        |  |  |                              |                              |                              |  |              |                        |                        |                        |
| J1                                 | Nu dispută meci                    |                                    |  |  |                                        | HC Zalău                               | 21                                     |  |  |                              |                              |                              |  |              |                        |                        |                        |
| J2                                 | HCM Baia Mare                      | 33                                 |  |  | CJ2                                    | HCM Baia Mare                          | 31                                     |  |  |                              |                              |                              |  |              |                        |                        |                        |
| J2                                 | HCM Rm.Vâlcea                      | 27                                 |  |  |                                        |                                        |                                        |  |  | SfF1                         | HCM Baia Mare                | 32                           |  |              |                        |                        |                        |
| J3                                 | Mureșul Târgu Mureș                | 34                                 |  |  |                                        |                                        |                                        |  |  | SfF2                         | Corona Brașov                | 21                           |  |              |                        |                        |                        |
| J3                                 | CSM Ploiești                       | 37                                 |  |  | CJ3                                    | CSM Ploiești                           | 28                                     |  |  |                              |                              |                              |  |              |                        |                        |                        |
| J4                                 | CSM București                      | 25                                 |  |  | CJ4                                    | Corona Brașov                          | 30                                     |  |  |                              |                              |                              |  |              |                        |                        |                        |
| J4                                 | Corona Brașov                      | 30                                 |  |  |                                        |                                        |                                        |  |  |                              |                              |                              |  |              | SF1                    | HCM Baia Mare          | 23                     |
| J5                                 | HCM Roman                          | 26                                 |  |  |                                        |                                        |                                        |  |  |                              |                              |                              |  |              | SF2                    | HCM Roman              | 21                     |
| J5                                 | HC Dunărea Brăila                  | 19                                 |  |  | CJ5                                    | HCM Roman                              | 31                                     |  |  |                              |                              |                              |  |              |                        |                        |                        |
| J6                                 | Știința București                  | 23                                 |  |  | CJ6                                    | Știința București                      | 17                                     |  |  |                              |                              |                              |  |              |                        |                        |                        |
| J6                                 | CSM Cetate Deva                    | 22                                 |  |  |                                        |                                        |                                        |  |  | SfF3                         | HCM Roman                    | 24                           |  |              |                        |                        |                        |
| J7                                 | Nu dispută meci                    |                                    |  |  |                                        |                                        |                                        |  |  | SfF4                         | SCM Craiova                  | 20                           |  |              |                        |                        |                        |
| J7                                 | SCM Craiova                        |                                    |  |  |                                        | SCM Craiova                            | 25                                     |  |  |                              |                              |                              |  | Locurile 3-4 | Locurile 3-4           | Locurile 3-4           |                        |
| J8                                 | „U” Jolidon Cluj                   | 33                                 |  |  | CJ8                                    | „U” Jolidon Cluj                       | 23                                     |  |  |                              |                              |                              |  |              | ÎSF1                   | Corona Brașov          | 34                     |
| J8                                 | Neptun Constanța                   | 23                                 |  |  |                                        |                                        |                                        |  |  |                              |                              |                              |  |              | ÎSF2                   | SCM Craiova            | 24                     |

1) HC Zalău și SCM Craiova au fost calificate direct în sferturile de finală.

#### Legendă
J1-8 = joc 1-8;
CJ1-8 = câștigătoarea jocului 1-8;
SfF1-4 = sfert-finalista 1-4;
SF1-2 = semifinalista 1-2;
ÎSF1-2 = învinsa semifinalei 1-2;

## Podiumul final
HCM Baia Mare a câștigat ediția 2013-2014 a Cupei României după ce a învins pe HCM Roman în finală, cu scorul de 23-21. Partida a început cu o dominare clară a băimărencelor, care conduceau cu 5-0 după primele 16 minute de joc. Ulterior, meciul a devenit unul foarte fragmentat, presărat cu faulturi și eliminări de două minute, 10 dictate împotriva HCM Baia Mare și 8 împotriva HCM Roman, din care una chiar împotriva antrenorului Florentin Pera. Au existat momente în care, pe rând, cele două echipe au jucat cu câte trei jucătoare eliminate. Spre finalul partidei, HCM Roman a reușit să se apropie de adversara sa, dar nu a mai reușit să întoarcă rezultatul. Jucătoarea finalei a fost declarată Paula Ungureanu, iar trofeul a fost înmânat echipei câștigătoare de către Alexandru Dedu, președintele FRH, și de primarul municipiului Târgoviște.
În finala mică echipa Corona Brașov s-a impus clar împotriva SCM Craiova, 34-24, iar brașovencele au câștigat astfel medaliile de bronz.
| \| \| HCM Baia Mare \| \| \| HCM Roman \| \| \| Corona Brașov \| 1. 2. 3. 4. 5. 6. 7. |               |
|                                                                                       | HCM Baia Mare |
|                                                                                       | HCM Roman     |
|                                                                                       | Corona Brașov |